# Isztambul története

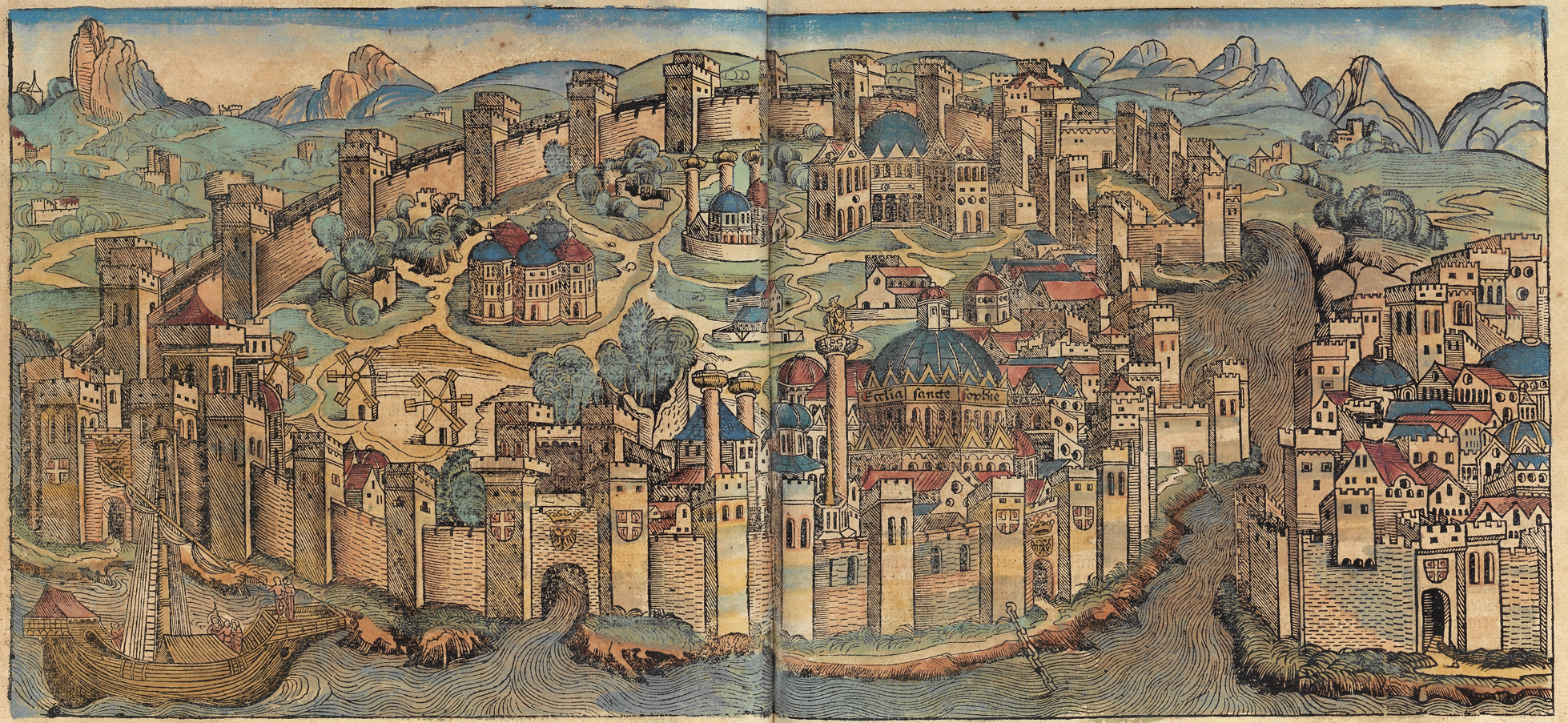
Az Oszmán Birodalom harmadik fővárosa Konstantinápoly 1493-ban, Nürnbergi Krónika

Isztambul történelme a prehisztorikus időkben kezdődik, egészen az őskőkorszaktól lakott terület volt. Az első település maradványait Fikirtepénél találták meg. Később a trákoknak is volt itt városa, majd i. e. 667-ben megarai görögök megalapították Bizáncot. Nagy Konstantin a Bizánci Birodalom fővárosává tette Konstantinápoly néven, 1453-ban pedig II. Mehmed hódítása után az Oszmán Birodalom székhelye lett. Az 1950-es években elkezdett fejlesztéseknek is köszönhetően a két földrészen fekvő Isztambul ma a világ egyik legnagyobb és leggazdagabb városa, a török gazdaság és kultúra szíve.

## A történelem előtti koroktól Bizáncig
A mai Isztambul területén az egyik első, emberi jelenlétet tanúsító őskőkorszaki leleteket a Yarımburgaz barlangban találták. Az első rézkori település a Fikirtepe dombon, az anatóliai oldalon volt található, itt i. e. 5500-3500 közötti leleteket fedeztek fel.
2009 januárjában, a Marmaray alagút építése közben olyan leletekre bukkantak, melyek alapján a régészek kijelentették, hogy Isztambul – amiről eddig azt hitték, hogy körülbelül 2000 éves – valójában már 8000 évvel ezelőtt is lakott terület volt, egy település épületeinek nyomára bukkantak, valamint feltárták egy 8000 évvel ezelőtti négytagú család sírját is.
A mai Kadıköy (régen Kalkhédón) környékén egy föníciai települést is felfedeztek. Kalkhédónt egyébként megarai görögök alapították i. e. 685-ben. Az európai oldalon trákok építettek települést Lügosz néven, illetve egy másikat Szemisztra néven Sarayburnunál (Szeráj-csúcs) az i. e. 13-11. század között. Lügosz helyére tervezte a megarai király, Büzasz, Bizánc építését i. e. 667-ben. Lügoszt Plinius is említi írásaiban. Lügoszból mindössze falmaradványok maradtak fenn, melyek Sarayburnunál tekinthetőek meg, ahol ma a Topkapı palota áll. A palota helyén a bizánci korban az Akropolisz állt.

Bizánc jelképe, a kétfejű sas

## Bizánc (Büzantion)
Bizánc (Büzantion, latinosan Byzantium) eredetileg megarai görögök alapította település volt (i. e. 667), amit Büzasz királyról neveztek el, és Sarayburnu (Szeráj csúcs) területére épült. A legenda szerint Bizánc alapítójának azt jósolták, hogy városát a vakok városával szemben fogja felépíteni. A „vakok városa”, Kalcedón (ma Kadıköy) elhelyezkedése pontosan megfelelt a jóslatnak, hiszen a város lakói úgy tűnik, nem vették észre, hogy a másik oldal sokkal megfelelőbb terület, kiválóan védhető az Aranyszarv-öböl sajátosságai miatt. Miután a város Pescennius Nigert támogatta Septimius Severus-szal szemben, a rómaiak 196-ban ostrom alá vették a várost, ami súlyos károkat szenvedett el. Septimus Severus újjáépíttette Bizáncot, melyet fia után Augusta Antoninának nevezett át.

## A késő római korszak és a Bizánci Birodalom

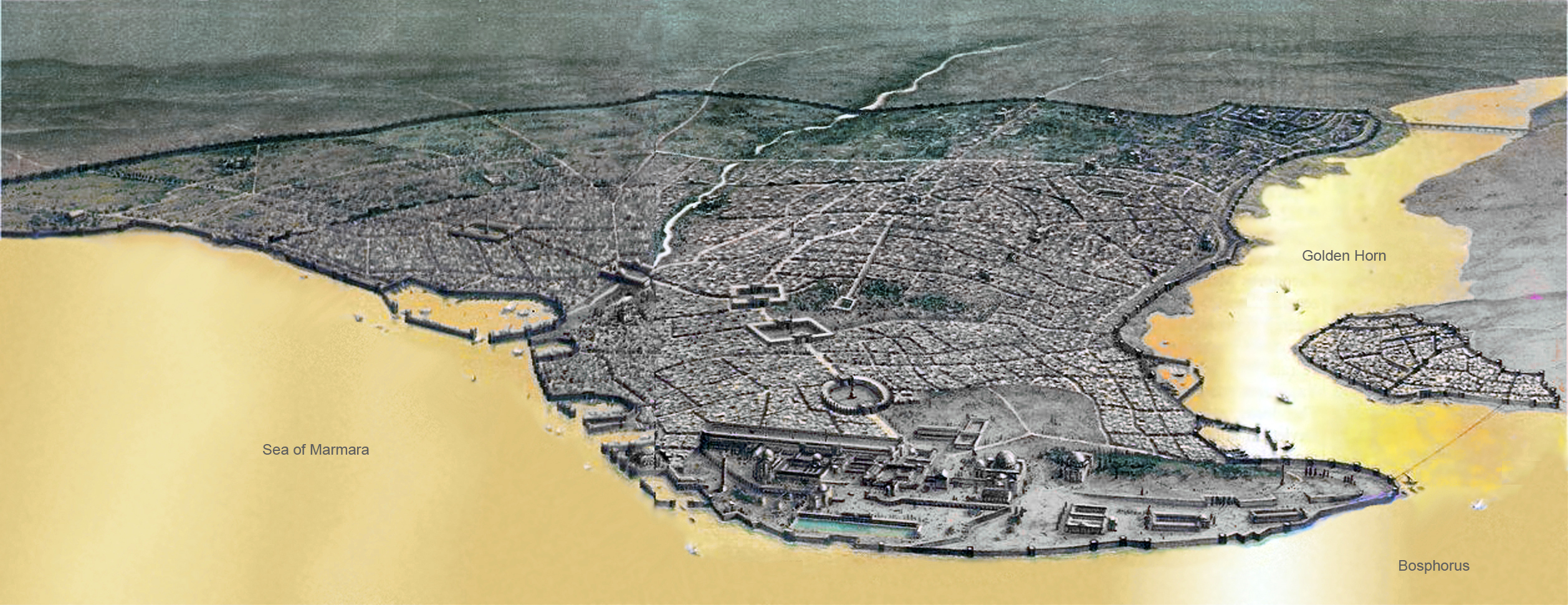
Konstantinápoly a bizánci időkben

Nagy Konstantin 324-ben egy látnoki álom hatására választotta Bizáncot a birodalma jövendő fővárosának. Valószínűbb azonban, hogy  a Licinius ellen vívott chrysopoliszi csata (ma Üsküdar) idején figyelt fel a városra. Miután a társcsászárok harca Konstantin győzelmével lezárult, 330-ban Bizánc először Nova Roma, majd Konstantinápoly (Constantinopolis, „Konstantin városa”) néven a Római Birodalom fővárosa lett. I. Theodosius 395-ben bekövetkezett halála után két fia a birodalmat kettéosztotta, és Konstantinápoly a Keletrómai Birodalom fővárosa lett. Földrajzi helyzete a kereskedelem és a kultúra egyik legfontosabb központjává tette Konstantinápolyt, a bizánci időkben pedig Európa legnagyobb városa volt.
Konstantin még 312-ben felvette a keresztény vallást, majd 381-ben, I. Theodosius uralkodása idején a Római Birodalom hivatalos vallása lett, ezzel Konstantinápoly is vallási központtá vált. Konstantin 337-ben a fiaira, mint társcsászárokra hagyta birodalmát. A társcsászárok képtelenek voltak megegyezni, háborújuk során a birodalom észak-déli irányban a Balkán mentén kettészakadt. A hivatalos kettéválás 395-ben következett be, amikor Theodosius egyik fia, Flavius Arcadius lett a keleti rész uralkodója, másik fia, Flavius Honorius pedig a nyugati részé.
Kr. u. 500 körül a Római Birodalom nyugati része hanyatlásnak indult mind politikai, mind kulturális és gazdasági téren, miközben a Keletrómai Birodalom virágzott. Ekkoriban kezdték el Bizánci Birodalomnak nevezni, hogy megkülönböztessék a Római Birodalomtól. A birodalom kultúráját tekintve teljes egészében görög volt, majd az egyházszakadást követően az ortodox kereszténység központja lett. Számos templom épült a városban, köztük az akkor a világ legnagyobb székesegyházának tartott Hagia Sophiával. Itt székelt az ortodox egyház pátriárkája is.
A leghíresebb bizánci császár Justinianus volt (527-565). Uralkodása idején a birodalom határai Palesztinán át egészen Spanyolországig húzódtak. Ekkor épült a Hagia Szophia, és hozták létre az egységes jogrendszert, a Codexet.
A 600-as években a folyamatos háborúskodás miatt Konstantinápoly hol virágzott, hol pedig mélyponton volt. A hetedik-nyolcadik században a bizánci és a római egyház közötti különbségek kiéleződtek. A legnagyobb különbséget az ikonok jelentették: a bizánciak számára a Jézust, Szűz Máriát és más keresztény szenteket ábrázoló ikonok nem csupán e személyiségek puszta ábrázolásai voltak, hanem úgy hitték, az ikonok szent erővel bírnak. E hiedelem kihatott az emberek mindennapi életére is. A bizánciak egy része ikonimádó volt, másik része ellenezte az ikonok ilyen fokú imádatát, mert az megkérdőjelezte a császár hatalmát. 726-ban III. Leó (717-741) elrendelte az ikonok elpusztítását. Az ikonrombolás azonban ellentétben állt a pápa akaratával, aki nem akarta megengedni, hogy szentnek tartott képeket pusztítsanak el.
1204 körül Konstantinápoly hanyatlani kezdett. A harmadik keresztes háború bukása után Nyugat-Európában ismét úgy döntöttek, hogy újra megpróbálják meghódítani Jeruzsálemet, egy negyedik keresztes hadjáratban; de a tervben ezúttal már a Bizánci Birodalom is szerepelt. 1204-ben a seregek elfoglalták Konstantinápolyt, és kifosztották a várost. A keresztesek Flandriai Balduint választották meg a Bizánci Birodalom császárává, aki más hercegekkel és a velenceiekkel közösen felosztotta a birodalmat. A konstantinápolyi központú Latin Császárság 1261-ig tartott, amikor a bizánciak VIII. Mihály vezetésével visszafoglalták a várost. Ezután Konstantinápoly már soha nem tudta visszanyerni régi fényét, virágzó metropoliszból kis falvak gyűjtőhelyévé vált.

## Oszmán Birodalom
1453. május 29-én, 53 napos ostrom után II. Mehmed szultán, „a Hódító” belovagolt Konstantinápolyba a város kapuján, ami ma a Topkapı palota része, és a város az Oszmán Birodalom harmadik fővárosa lett. Az ostrom április hatodikán kezdődött. Ekkor a szultán, az iszlám törvénykezés, a saría előírásai szerint, három lehetőséget adott XI. Konstantin bizánci császárnak a város önkénte átadására, ám a császár ezt elutasította, és végül Konstantinápoly falait védve halt meg. II. Mehmed a Hagia Sophiát szinte azonnal mecsetté alakította.
A hódítás után Mehmed legfontosabb feladata a város védelmének megerősítése, és a lakosság újratelepítése volt. Az építkezések szinte azonnal megkezdődtek, újjáépítették a városfalat, felépítettek egy citadellát és egy új palotát is. A szultán parancsot adott, hogy szeptemberig az ország más részeiről 5000 családnak (muszlimoknak, zsidóknak és keresztényeknek) kell áttelepülniük Isztambulba. Mehmed a város több negyedébe mecsetet, hozzá kapcsolódó közkonyhát és medreszét (vallási iskolát) építtetett. Kihirdette, hogy azok a görögök, akik elmenekültek Isztambulból, visszatérhetnek. Ugyancsak visszajöhettek a harcok idejére a városból elmenekülő genovaiak is , ám az olasz közösség többé nem a genovai podestà (polgármester) irányítása alá tartozott – megerősödött a velenceiek befolyása, akik később átvették Pera (Galata) irányítását is.
Az oszmánok másik nagy uralkodója, Nagy Szulejmán idején virágzott a művészet (mint a kerámia vagy a kalligráfia) és az építészet a városban. Ekkor dolgozott a híres oszmán építész, Szinán, akinek a nevéhez több mecset és grandiózus épület fűződik. Több tekke (szúfi kolostor) is épült a városban, ezek egy része ma mecset vagy múzeum.

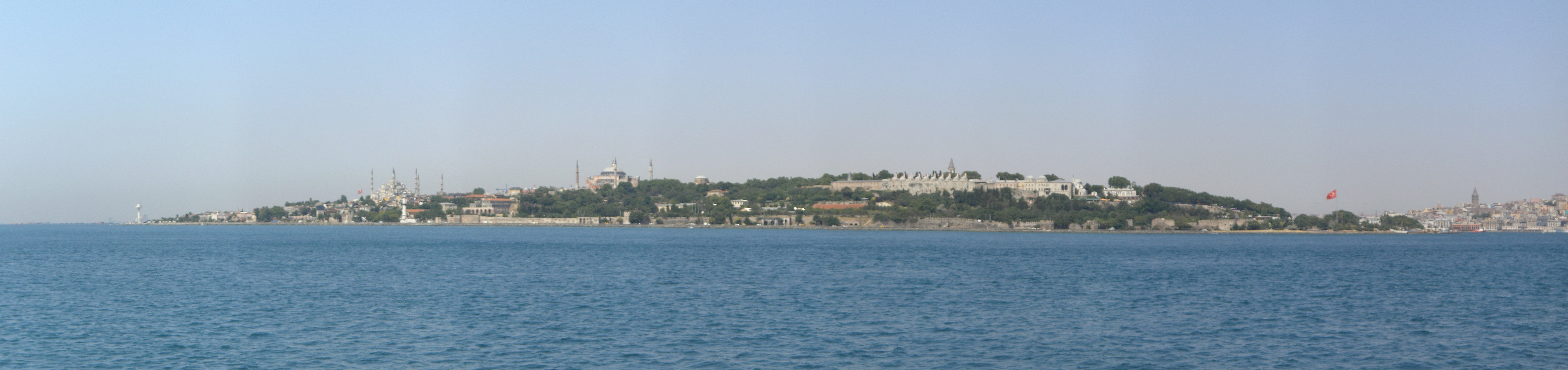
Isztambul Sultanahmet negyedének látképe. Itt találhatóak a város olyan régi nevezetességei, mint a Kék mecset, a Topkapı palota vagy a Hagia Szophia.

### Az etnikailag sokszínű Isztambul

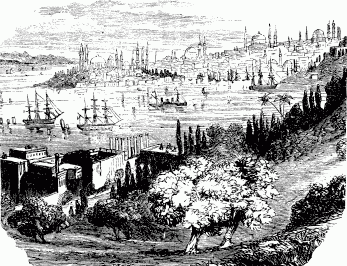
Konstantinápoly az 1880-as években

Mehmed azon fáradozott, hogy a birodalom új fővárosa gazdag és élénk kereskedelemmel bírjon. Szlávok, görögök, zsidók és örmények számára is megengedett volt a letelepedés, hiszen szükség volt a kézműves tudásukra és kereskedelmi tapasztalatukra. Ezen kívül – genovaiakból, velenceiekből, toszkánaiakból és raguzaiakból álló – olasz közösség is élt a város azon részén, amit később Perának, ma Galatának hívnak. A bizánci időkben a genovai podestà (polgármester) irányítása alatt levő területet a török időkben a velenceiek vették át, s generációkon keresztül diplomatákat és tolmácsokat adtak az Arany Portának. A velenceiek híres művészeiket is elhelyezték az udvarban: Gentile Bellini portrét festett a szultánról, mely ma a londoni National Portait Gallery-ben látható, Leonardo da Vinci pedig hidat tervezett az Aranyszarv-öböl felé 1502-ben, mely ugyan sohasem épült meg úgy, ahogyan a mester eltervezte, de ezt az első hídtervezetet tartják a Galata-híd ősének.

### Modernizáció
II. Mehmed halálakor Isztambul lakosságának száma körülbelül 80 000 volt, ami a 18. századra 300 000 ezerre, a 19. századra 400 000-re nőtt. A város fontos kereskedelmi és diplomáciai központ lett, egyre több külföldi lakossal. 1900-ra a város lakóinak alig 50%-a volt muszlim. A birodalom összeomlásakor a külföldiek többsége elhagyta a várost. Az 1870-es években erőteljes modernizáció vette kezdetét, több hidat építettek, elkészült a város vízellátó rendszere, kiépült az elektromos hálózat, a telegráf- és a telefonhálózat, megjelentek az automobilok.

## Török Köztársaság
Amikor a Török Köztársaság létrejött 1923-ban, Atatürk a fővárost Ankarába helyezte át. A város neve Konstantiniyye formában tovább élt az Oszmán Birodalom idején, az 1930-as Török Postai Irányítószámok Törvénye alapján a hivatalos elnevezése İstanbul lett.
A köztársaság első évtizedeiben Isztambult elhanyagolták, minden figyelmet Ankara kapott. Az 1950-es években, Adnan Menderes kormánya idején kezdődött meg Isztambul fejlesztése, utak és gyárak épültek. Széles sugárutakat és modern középületeket építettek, gyakran történelmi műemlékek helyére.
Az 1970-es években Isztambul lakossága drasztikusan emelkedni kezdett, ahogy az emberek Anatóliából ide települtek jobb munkalehetőségek reményében. Újabb és újabb lakótelepek épültek, a környező falvak pedig beleolvadtak az egyre terjeszkedő nagyvárosba.  Az olyan negyedek mint Maltepe, Kartal vagy Pendik helyén harminc éve még zöld mező volt, míg Tuzla falu volt csupán.